# Sphex funerarius
Sphex funerarius là một loài côn trùng cánh màng trong họ Sphecidae, thuộc chi Sphex. Loài này được Gussakovskij miêu tả khoa học đầu tiên năm 1934.

## Hình ảnh

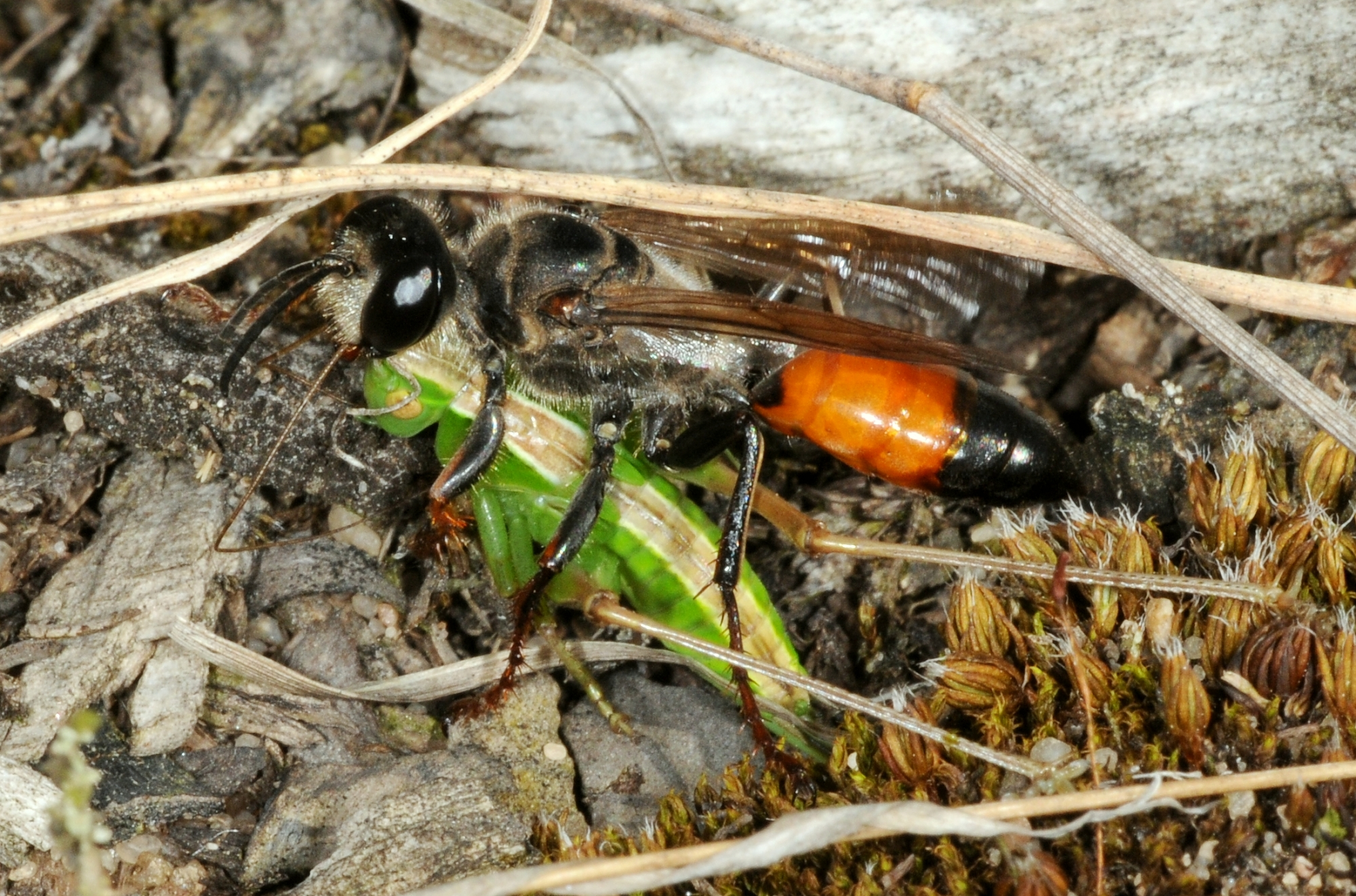
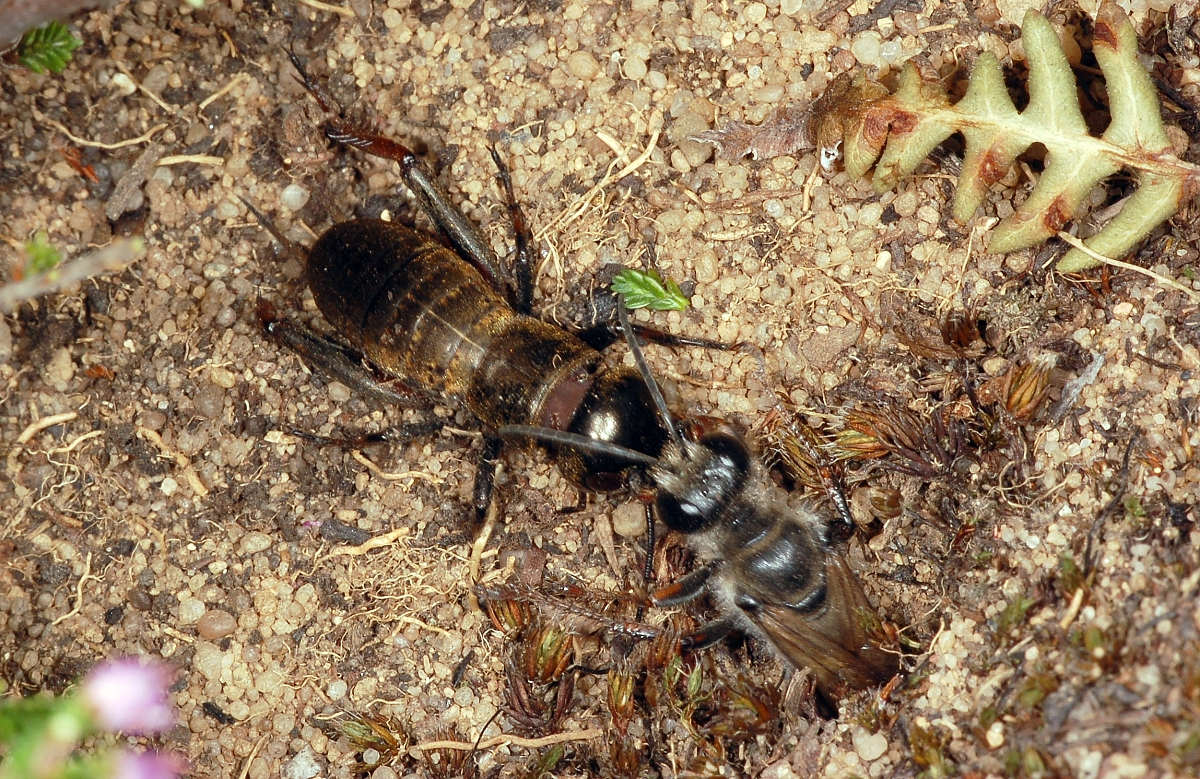
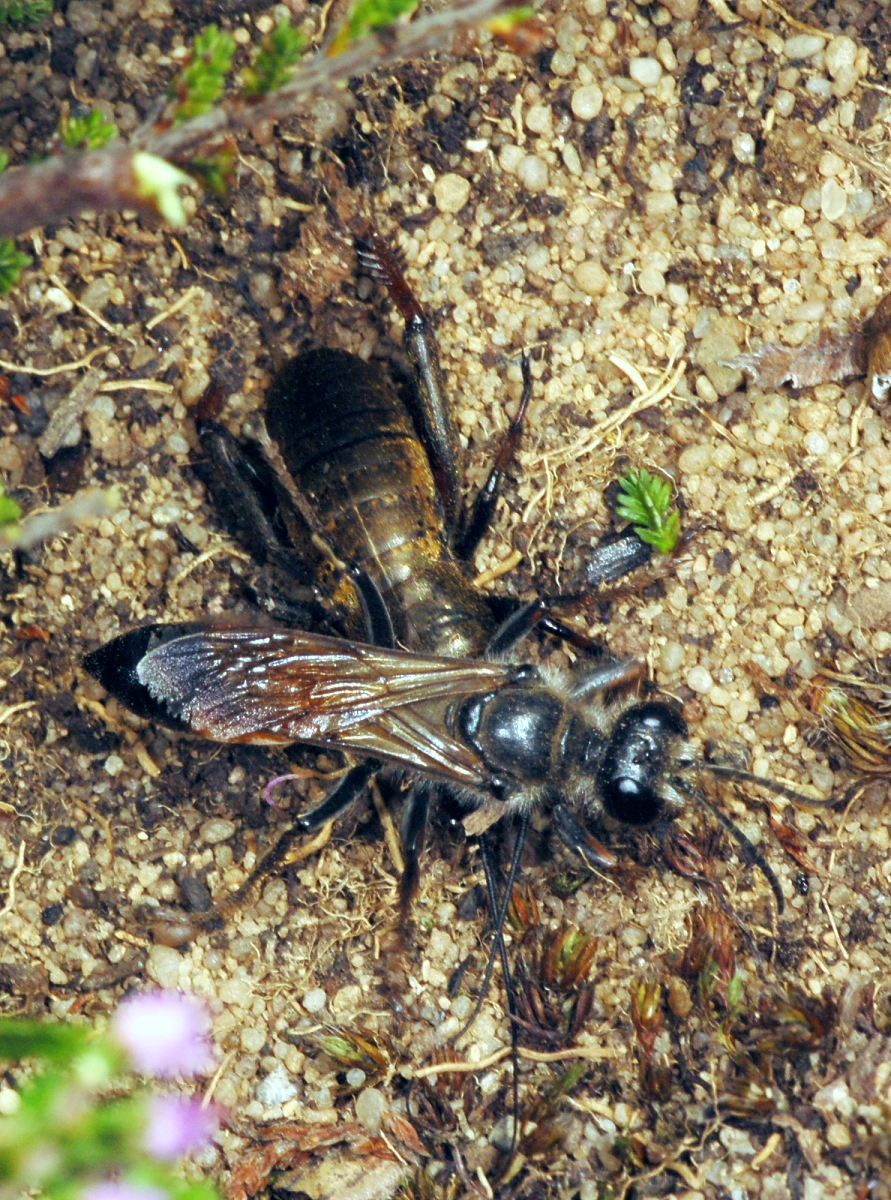